# Georges Brulé
Georges Brulé, né le 23 octobre 1876 à Dreux en Eure-et-Loir et mort le 31 octobre 1961 à Rabat au Maroc, est un athlète français ayant pratiqué le pentathlon moderne.

## Compétitions
Il participe aux Jeux olympiques d'été de 1912 et de 1920. 